# Деніел Єргін
Деніел Говард Єргін (англ. Daniel Howard Yergin, нар. 6 лютого 1947) — американський економіст і автор книг. Лауреат Пулітцерівської премії. Є співзасновником і президентом консалтингової компанії Cambridge Energy Research Associates, з 2004 року входить до складу IHS Inc. Відомий як автор книг з нафтової і газової промисловості.

## Ранні роки
Народився в Лос-Анджелесі, штат Каліфорнія. Батько — репортер Чикаго Трібьюн, мати — скульптор і художник. Закінчив середню школу в Беверлі-Хіллз; дістав ступінь бакалавра Єльського університету (1968). У студентські роки працював кореспондентом Єль Дейлі Ньюс і був одним із засновників The New Journal. Отримав докторський ступінь у галузі міжнародних відносин в Кембриджського університету (1974), де навчався на стипендії Маршалла. Є почесним доктором Гірської школи шт. Колорадо, університету Х'юстона і університету Міссурі.

## Кар'єра
З 1978 по 1980 рік працював викладачем у Гарвардській школі бізнесу, потім, до 1985 року, — в Гарвардській школі управління ім. Джона Ф. Кеннеді. У 1982 р. заснував консалтингову компанію Cambridge Energy Research Associates. З 2004 року є віце-президентом компанії IHS Markit, після того як остання придбала CERA

## Книги
Перша книга Єргіна «Shattered Peace», присвячена причинам «холодної війни».
У співавторстві з Робертом Стобоу (Robert B. Stobaugh) написав дослідження «Енергетичне майбутнє» для Гарвардської школи бізнесу; книга стала бестселером за версією газети Нью-Йорк Таймс.
Єргін, мабуть, найбільш відомий завдяки своїй четвертій книзі, «The Prize: The Epic Quest for Oil, Money, and Power» (1991). Вона стала бестселером номер один, який отримав Пулітцерівську премію за загальну нехудожню літературу в 1992 році та премію Екклза за найкращу книгу з економіки для широкої аудиторії, продано близько 700 000 примірників 17 мовами. Книга була адаптована в серіалі PBS/BBC який переглянули близько 100 мільйонів глядачів, з Єргіним як головним оповідачем.
Найбільшу популярність отримала книга Єргіна «Видобуток: Всесвітня історія боротьби за нафту, гроші і владу», відзначена Пулітцерівською премією в 1992 році і премією Екклза за кращу популярну книгу з економіки. За книгою був знятий серіал ПБС/Бі-бі-сі, що зібрав понад 20 мільйонів глядачів. У 1997 році Єргін здобув премію міністерства енергетики США за «досягнення в галузі енергетики та зміцнення міжнародного взаєморозуміння».
Наступна книга «Russia 2010 and What It Means for the World», написана у співавторстві з Тейн Густафсон, описує сценарії розвитку Росії після розпаду Радянського Союзу. У книзі він передбачив сценарій, за яким після «економічного дива» Росія перетворюється на диктатуру, яка прагне воєнними методами відновити сферу впливу колишнього СРСР.
За нею вийшла книга «The Commanding Heights: the Battle for the World Economy», написана в співавторстві з Джозефом Станіслоу, присвячена питанням глобалізації і переділу ринків. За книгою був знятий шестигодинний телесеріал ПБС/Бі-бі-сі. При роботі над фільмом Єргін брав інтерв'ю у відомих політичних діячів, серед яких Білл Клінтон, Дік Чейні, Гордон Браун, Ньют Гінгріч і Роберт Рубін.
У вересні 2011 року вийшла книга Єргіна «The Quest: Energy, Security, and the Remaking of the Modern World», що продовжила його виклад історії світової нафтової та газової промисловості, а також питань енергетичної безпеки, зміни клімату та пошуку відновлюваних джерел енергії. 2016 році книга вийшла російською мовою.
У вересні 2020 року Єргін опублікував книгу «The New Map: Energy, Climate, and the Clash of Nations» («Нова карта світу: Енергетика, клімат, конфлікти»), виправлене видання якої вийшло наступного року.
У грудні 2024 року Єргін випустив аудіокнигу «The Prize» без скорочень. Аудіокнига містить епілог, начитаний Єргіним, в якому він розмірковує про актуальність меседжів книги сьогодні, через понад 30 років після її первинної публікації.

## Дискусія про запаси нафти
Єргін піддав критиці прогнози швидкого вичерпання запасів нафти (т. зв. «пік нафти»), вказавши, що такі прогнози робляться не вперше. Прогнози зниження видобутку нафти робилися, щонайменше, чотири рази: у 80-х роках XIX ст., після обох світових воєн, і в 1970-х роках. Єргін вказує, що теорія «піку нафти» Хабберта ігнорує вплив економіки і технологічного прогресу. Єргін передбачає не зниження, а вихід на постійний рівень видобутку у міру того, як зростання цін і помірний попит стимулюватиме виробництво.
Прихильники теорії піку нафти заперечують висновки Єргіна. Так, відомий фахівець-нафтовик Жан Лаеррер стверджував у 2011 році, що Єргін випускає з виду деякі основні факти, що веде до помилкових висновків.

## Цікаві факти
- Всі свої книги Єргін пише від руки[30].